# هولویرده
هولویرده (به هلندی: Holwierde) یک منطقهٔ مسکونی در هلند است که در دلف‌زیل واقع شده‌است. هولویرده ۹۶۰ نفر جمعیت دارد.